# زیردریایی کلاس کیمان

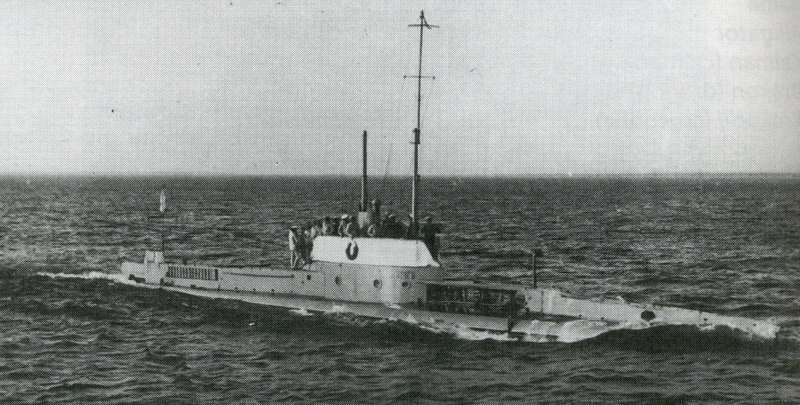
زیر دریایی کلاس کیمان در اقیانوس

سابمارین کلاس کیمان (به انگلیسی: Kaiman-class submarine) یک کلاس از زیردریایی است که طول آن ۱۳۴ فوت ۶ اینچ (۴۱٫۰ متر) می‌باشد.